# Manga Burikko
Manga Burikko (漫画ブリッコ) foi uma revista de mangá hentai com foco no lolicon publicada por Byakuya Shobo em
Tóquio entre 1982 a 1985 no Japão. A revista foi lançada como concorrente da revista Lemon People, mas teve uma duração de apenas três anos. Os mangás publicados na revista eram predominantemente do gênero bishōjo e lolicon, com temáticas que incluíam ficção científica, paródia, shōjo, além de tópicos relacionados a animes, idols e cultura otaku em geral. Em resposta à demanda dos leitores, a revista decidiu remover imagens de nudez e conteúdo de sexo explícito das suas publicações.
O termo "otaku" foi cunhado por Akio Nakamori em sua curta coluna "Otaku Research" (Otaku no kenkyuu), nessa revista.
Outras revistas de mangá para adultos concorrentes incluiam a Manga Hot Milk, Melon Comic e a Monthly Halflita.
A maioria dos editores e colaboradores da série antológica de mangá Petit Apple Pie também trabalharam (ou publicaram) na Manga Burikko. No entanto, ao contrário do conteúdo da Manga Burikko, as histórias da Petit Apple Pie não contêm nenhum material erótico ou pornográfico.

## Artistas de mangá publicados
Os artistas de mangá que tiveram seus trabalhos publicados na Manga Burikko incluem:
- Kamui Fujiwara
- Juan Gotō
- Yoshitō Asari (Asakari Yoshito)
- Miki Hayasaka
- Haruhiko Masuda
- Nonki Miyasu
- Aki Nakata
- Kyoko Okazaki
- Eiji Ōtsuka
- Erica Sakurazawa
- Yumi Shirakura
- Kentaro Takekuma